# Bilan énergétique d'une feuille
 (octobre 2014).

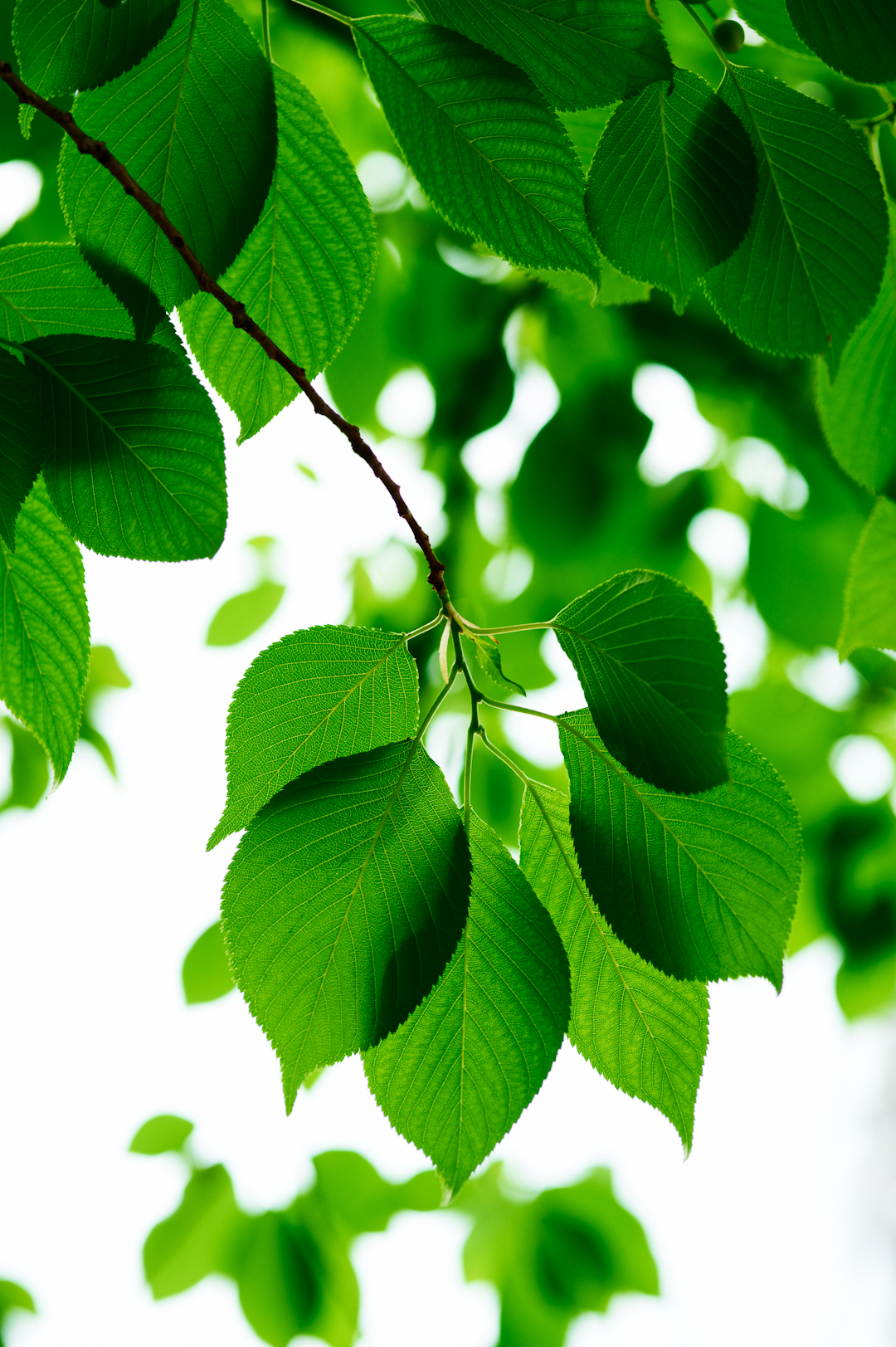
Feuilles d'un Micocoulier (Celtis sp.).

Le bilan énergétique d’une feuille est déterminé par la quantité d’énergie absorbée, la quantité d’énergie dégagée et la quantité d’énergie emmagasinée par celle-ci. L’énergie absorbée se présente sous la forme d’énergie radiante alors que l’énergie dégagée se caractérise par la convection, la conduction et la transpiration. Ce rapport de potentiel cinétique donnera l’énergie accessible au métabolisme de la feuille.

## Équation générale
L’équation générale pour définir le bilan énergétique d’une feuille à une température constante est :
{\displaystyle R_{n}=G_{0}-H-\lambda E}
avec : 
- Rn : l’énergie radiante nette qui entre dans la feuille
- G0 : le flux de radiation solaire
- H : le flux de la chaleur sensible perdu comprenant la conduction et la convection de la feuille
- λE : le flux de la chaleur latente (λ étant la chaleur latente de la vaporisation et E celle de l’évapotranspiration)

Le flux d’énergie radiante net de la feuille est un rapport entre toutes ces entrées et ces sorties d’énergie : le jour, cette valeur est positive en raison de l'interception des rayonnements solaires ; la nuit, elle est négative, car la feuille émet plus que ce qu’elle capte.

## L’énergie radiante végétale

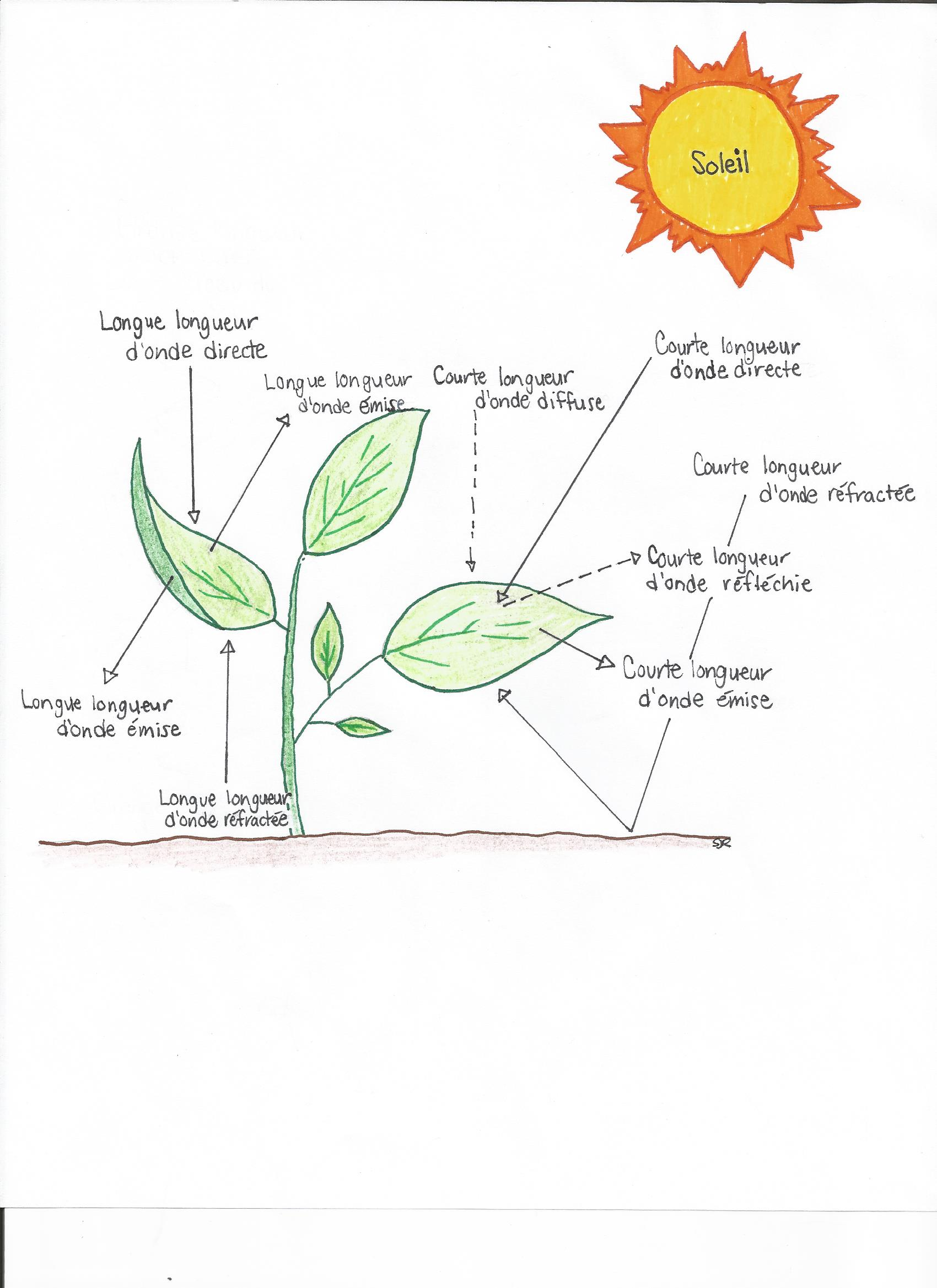
Le flux d’énergie radiante pour une journée chaude et ensoleillée (R_{n}). La feuille reçoit les courtes longueurs d’onde diffuses en petite quantité. Un rayonnement ayant un angle de 90° par rapport à sa surface sera plus capté. La feuille absorbe aussi les courtes longueurs d’onde reflétées par les objets proches, tels que le sol. Une partie de cette énergie radiante de courtes longueurs d’onde est reflétée et même réémise. Les longues longueurs d’onde sont captées directement du soleil et de la réflexion du sol et sont aussitôt réémises.

C’est l’énergie transmise d’un objet à un autre par des photons. Cette émission de photons produit une énergie radiante électromagnétique qui est associée à une longueur d'onde spécifique. Les longueurs d’onde courtes sont les plus hautes en énergie, tandis que les grandes longueurs d’onde sont basses en énergie. 

### Énergie radiante émise
L’énergie radiante émise par la surface d’un objet est donnée par l’équation de Stephan-Boltzmann, qui donne par unité de surface :
{\displaystyle \varphi =\varepsilon \,\sigma \,T^{4}}
avec :
- Φ : l’énergie émise par unité de surface (W/m2)
- ε : l’émission de la surface
- σ : la constante de Stephan-Boltzmann (5,670 3 × 10−8 W m−2 K−4)
- T : la température en kelvin (°C +273)

Cette mesure d’énergie détermine l’efficacité d’un corps à émettre des radiations. 

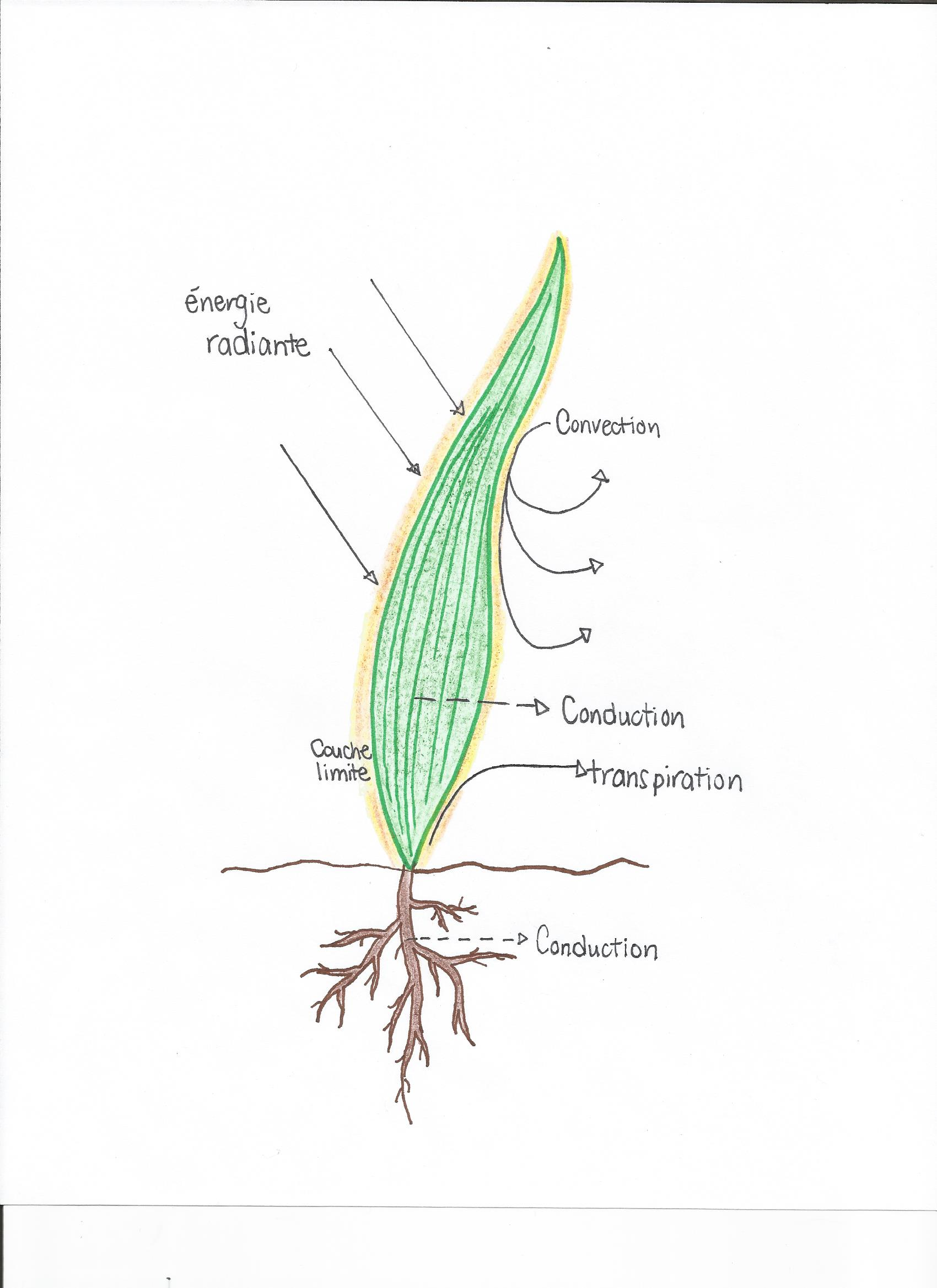
L’énergie radiante augmente la chaleur de la feuille. Pour garder une température convenable à son activité métabolique, celle-ci doit en éliminer une partie. Elle y parvient par la conduction, la convection et la transpiration.

L’énergie radiante augmente la chaleur de la feuille. Pour garder une température convenable à son activité métabolique, celle-ci doit diminuer sa température interne. Elle le réalise par la conduction, la convection et la transpiration.

## Conduction végétale
La conduction est un phénomène de transfert d’énergie d’un milieu à grand potentiel énergétique vers un milieu à faible potentiel. La chaleur se transmet d'un milieu à un autre, augmentant la température le cas échéant. L’énergie et la chaleur du premier milieu diminue en même proportion, jusqu'à un équilibre globale du système.
La conduction se traduit, ici, par la température élevée de la feuille (très énergétique), qui transmet son énergie cinétique au milieu ambiant, plus frais, dont les molécules sont moins énergétiques. Ce transfert se fait par contact direct. Ce dégagement d’énergie diminue la chaleur interne de la feuille et maintient celle-ci en des conditions optimales pour les mécanismes métaboliques. Ce phénomène est plus important dans le système racinaire que dans le système folié.

## Convection végétale
C’est l’échange d’énergie d’une surface vers un milieu gazeux. Ce phénomène dépend grandement de la résistance de la couche limite de la feuille. La couche limite est l’air qui reçoit directement l’énergie de la feuille. Celle-ci peut être plus ou moins épaisse selon les conditions climatiques et la taille de la feuille.
Les cellules plus externes de la feuille vont transmettre le trop-plein d’énergie cinétique à l’air ambiant. Cet effet diminue sa température et augmente celle de l’air. Par la suite, la couche limite qui accumule cette énergie, peut augmenter ou diminuer le transfert d’énergie selon la résistance de celle-ci[Quoi ?]. Une forte résistance diminue les transferts de chaleur, car le flux d’énergie des masses conserve la chaleur de la feuille autour de celle-ci lorsqu’il y a peu de changement d’air dans la couche limite et que le feuillage est de grande superficie. Une faible résistance, au contraire, augmente les transferts de chaleur. Le flux d’énergie des masses en cause sera plus faible en raison des grands changements d’air de la couche limite et de la petite superficie des feuilles.

## Transpiration végétale
L'augmentation de température à l’intérieur de la feuille active un mécanisme de transpiration. Le dégagement d’eau par la surface foliée entraine un phénomène d’évaporation qui transfère l’énergie du milieu liquide à un milieu gazeux dans le but de diminuer la température interne de la feuille. 